# Акбудак, Бурхан
Бурхан Акбудак (род. 1 июня 1995, Гёксун, Кахраманмараш или Кахраманмараш) — турецкий борец греко-римского стиля, чемпион мира 2022 года, чемпион Европы 2023 года, призёр чемпионатов Европы 2022 ии 2025 годов.

## Биография
Бурхан Акбудак, выступающий в греко-римской борьбе в категории 82 килограмма, в 2017 году стал чемпионом мира по борьбе среди спортсменов до 23 лет, который проходил в Быдгоще, в Польше. В этом же году турок завоевал бронзовую медаль на Играх исламской солидарности в Баку.
В 2021 году на чемпионате мира в Осло, Бурхан завоевывает серебро. В финале встретился с чемпионом Европы и призером Олимпийских игр азербайджанцем Рафиком Гусейновым. Азербайджанский борец, выиграл матч со счетом 2:1.
В 2022 году турецкий атлет завоевал бронзовую медаль на чемпионате Европы в Будапеште. На чемпионате мира в Белграде в финале поборол узбека Жалгасбая Бердимуратова со счетом 7:6 в весовой категории 82 кг и завоевав свое первое в истории золото.
В апреле 2024 года на Европейском квалификационном турнире в Баку ему удалось завоевать лицензию для своей страны на летние Олимпийские игры 2024 в весовой категории до 77 кг.
В апреле 2025 года на чемпионате Европы в Братиславе в весовой категории до 82 кг завоевал бронзовую медаль. В схватке за третье место одолел соперника из Украины Руслана Абдиева.